# Georgij Konsztantyinovics Romanov orosz herceg
Georgij Konsztantyinovics orosz herceg (oroszul: Князь Георгий Константиович Романов; Szentpétervár, 1903. április 23./május 6. – New York, 1938. november 7.) orosz herceg, amerikai orosz emigráns és lakberendező.

## Élete
Georgij Konsztantyinovics herceg 1903 tavaszán jött világra Konsztantyin Konsztantyinovics nagyherceg és Erzsébet szász–altenburgi hercegnő hetedik gyermekeként, illetve hatodik fiaként. III. Sándor cár törvénye alapján ő és testvérei a hagyományos nagyhercegi rang helyett csupán hercegit viseltek, mivel nagyapjuk nem volt cár.
Konsztantyin nagyherceg titokban verseket és színdarabokat írt, és gyermekeit is ebben a szellemben neveltette. Ennek ellenére csak egyetlen fia, Oleg herceg lépett a nyomdokaiba, többi fia a katonaságot választotta. Georgij Konsztantyinovicsnak is ezt a pályát szánták – a herceg maga kisgyermekként sofőr szeretett volna lenni –, ám az első világháború kitörése, majd édesapja halála közbeszólt. Bátyjait mind a frontra vezérelték, Oleg herceg pár hónappal bevonulását követően elesett. Georgij Konsztantyinovics, túl fiatalon a katonai szolgálathoz, édesanyjával és húgával, Vera Konsztantyinovnával élt a család pavlovszki birtokán.
A cári rendszer végét jelentő 1917-es forradalom után továbbra is Oroszországban maradtak. Az Ideiglenes Kormány házi őrizetbe vette a családot, felügyeletük a bolsevikok hatalomra jutása után drasztikusan megszigorodott. Életkörülményeik egy idő után nagyon rosszak lettek, volt, hogy a palota bútorait kellett elcserélni élelemért cserébe. 1918 októberében a Georgij herceg, húga és édesanyja, illetve legidősebb bátyja gyermekei négy hűséges cselédjükkel együtt Viktória svéd királyné meghívására és politikai nyomására engedélyt kaptak a bolsevik kormánytól az ország elhagyására. Az Ångermanland svéd hajó fedélzetén jutottak el Svédországba. A viszontagságos utazás – a szovjet vezetés kétszer, a német kormány egyszer vizsgáltatta át a hajó minden utasát és rakományát – után Stockholmban kötöttek ki; a svéd királyi család menedéket nyújtott nekik a királyi palotában. Georgij Konsztantyinovics szűk családi köréből mindössze csak két személy, nővére, Tatyjana grúz hercegné és Gavriil Konsztantyinovics menekült meg; többi fivérét mind kivégezték a bolsevikok.
A család és Georgij herceg sógornéja, Ilona szerb királyi hercegnő a svéd fővárosban éltek. Stockholmi életvitelük idővel túl költségesnek bizonyult, melyre nem volt elegendő pénzük, így a család I. Albert belga király invitálására Belgiumba költözött át. Később Németországba települtek át Erzsébet szász–altenburgi hercegnő rokonaihoz. Édesanyja 1927-ben bekövetkezett halálát követően Georgij herceg rövid ideig húgával élt.
Pár év elteltével és egy londoni lakberendezői iskola elvégzése után a herceg az Amerikai Egyesült Államokba való távozás mellett döntött, magára hagyva húgát. New York városában talált otthonra, és belsőépítészként, illetve lakberendezőként kezdett dolgozni. Hamar keresett, jól menő üzletet épített ki; felfelé ívelő karrierjét azonban derékba törte korai halála. Georgij Konsztantyinovics herceg gyermektelenül hunyt el 1938. november 7-én New Yorkban, egy műtét után fellépő komplikációk következtében. Egy New York-közeli orosz ortodox temetőben helyezték örök nyugalomra.